# Fuerza de Policía Somalí
La Fuerza de Policía Somalí (en somalí: Ciidanka Booliska Soomaaliya) (en árabe: قوة الشرطة الصومالية) es la fuerza de seguridad y aplicación de la ley de la República Federal de Somalia. Es la fuerza policial nacional y el organismo encargado de hacer cumplir la ley en Somalia, sus funciones incluyen la lucha contra la delincuencia organizada, el control del tráfico vehicular, el mantenimiento de la seguridad ciudadana y la lucha contra el terrorismo. La policía somalí está bajo la autoridad del ministro del interior.

## Historia

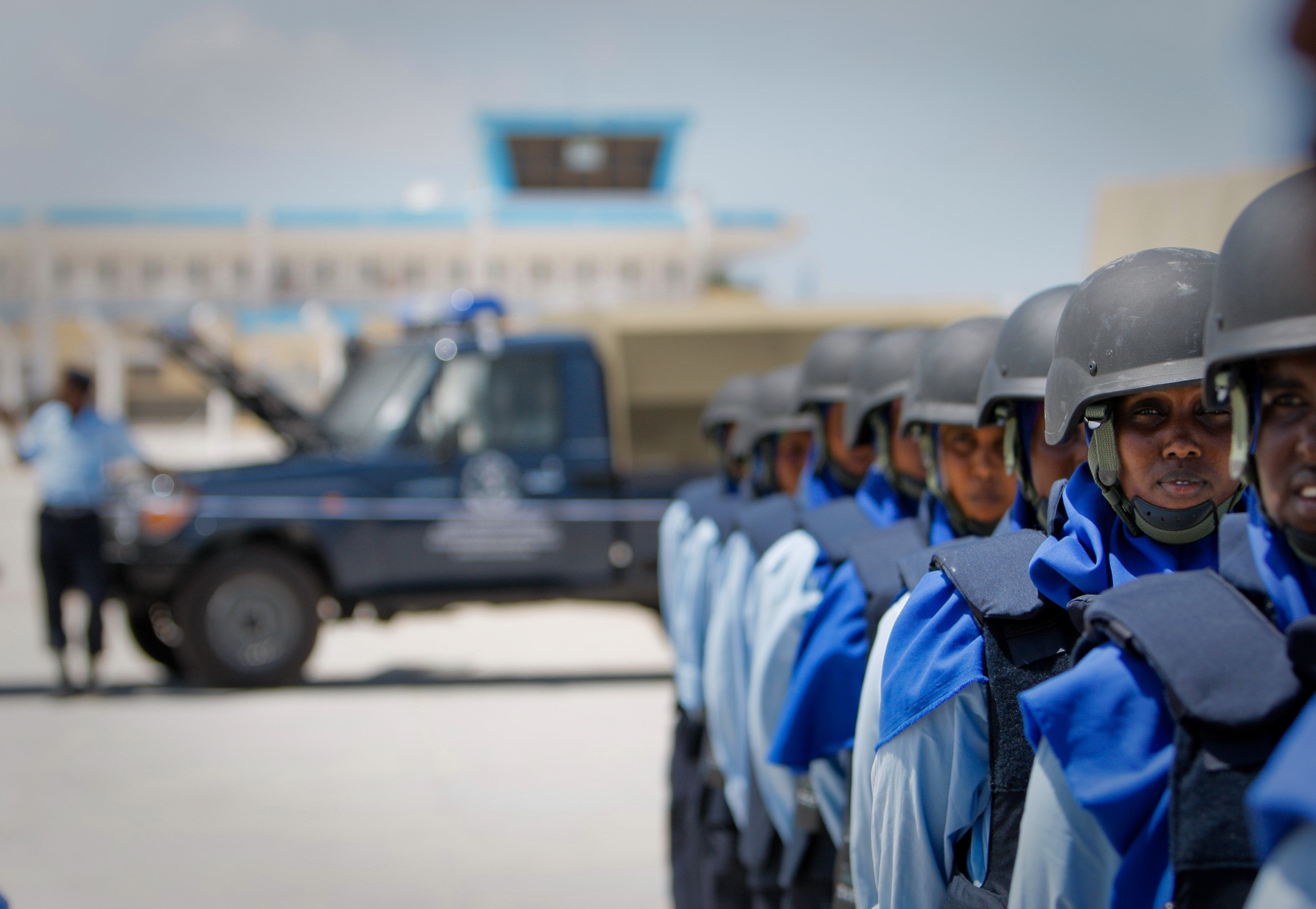
Agentes de la policía somalí.

En 1884, los británicos formaron una policía armada para vigilar la costa de Somalilandia. En 1910, los británicos crearon la Policía Costera de Somalilandia, y en 1912 establecieron el Cuerpo de Camellos de Somalilandia para vigilar el interior.
En 1926, las autoridades coloniales británicas formaron la Fuerza de Policía de Somalilandia. Comandada por oficiales británicos, la fuerza incluía a somalíes en sus rangos inferiores. Una policía rural armada apoyaba a esta fuerza llevando a los delincuentes ante los tribunales, custodiando a los prisioneros, patrullando los municipios y acompañando a las tribus nómadas por las zonas de pastoreo.
En 1960, los Exploradores de la Somalia británica, se unieron al Cuerpo de Policía de la Somalia italiana, para formar una nueva Fuerza de Policía Somalí, que inicialmente constaba de unos 3700 hombres. Después de la creación de esta fuerza, en 1960, Mohamed Abshir Muse se convirtió en el primer comandante de la nueva fuerza policial. 
La Fuerza de Policía Somalí fue fundada en 1960, tras la fusión de los exploradores de la Somalia británica, y los agentes del cuerpo de policía de la Somalia italiana. La fuerza estaba formada por unos 3700 hombres, unos 1000 de ellos formaban parte de un grupo de policía móvil que operaba en las zonas más alejadas.
El difunto presidente de Somalia, Mohamed Siad Barre, estuvo entre los altos oficiales y comandantes formados bajo las fuerzas coloniales que dirigieron la Fuerza de Policía Somalí y el Ejército Nacional Somalí tras la independencia de Somalia en 1960.
En 1961 fue establecida una rama aérea para asistir a las posiciones más remotas con suministros y llevar a cabo misiones de reconocimiento aéreo (en 1991 la fuerza tenía cuatro aviones), ese mismo año fue establecida una unidad femenina encargada de hacer frente a los crímenes cometidos contra las mujeres y las víctimas femeninas, combatir la delincuencia juvenil femenina y ayudar a las mujeres enfermas o abandonadas.
La policía somalí apoyó el golpe de Estado militar de 1969.
A partir de los años 70, los reclutas con una buena moral y una buena forma física, recibían seis meses de entrenamiento en la academia de policía. Los oficiales entrenaban allí durante varios meses.
Durante los años 70 del siglo XX, la RDA envió asesores, pero posteriormente llegaron asesores italianos y alemanes occidentales. 
En 1971 fue creada una unidad de 50 hombres para combatir los incendios, primero en la capital Mogadiscio y después en otras ciudades del país africano.
En 1972 fue organizada una comandancia norte y una comandancia sur, con comandantes de división en cada distrito, comisarías de policía en las poblaciones, puestos de policía y puestos avanzados.
Hasta 1976, el Ministerio del Interior supervisaba al comandante nacional de la fuerza policial y al comando central. Después de esa fecha, el FPS pasó a estar controlado por el consejo presidencial sobre asuntos de seguridad nacional. 
La fuerza policial dependía de las Fuerzas Armadas de Somalia, pero estaba bajo la autoridad del Ministerio del Interior hasta 1976, y del consejo presidencial para los asuntos de seguridad nacional desde esa fecha hasta 1991.
Había una unidad policial móvil y una unidad de policía antidisturbios. La unidad móvil participó en la Guerra de Ogadén, la unidad móvil actuaba también como una fuerza de reserva, aportando personal y actuando como guardia de honor en actos ceremoniales.
En 1978, se le encargó a la fuerza de policía llevar a cabo misiones de patrulla, tráfico, investigación criminal, inteligencia y policía antidisturbios. 
En 1982, la Fuerza de Policía Somalí fue reorganizada en 18 comandancias regionales, contando con oficiales comisionados en 84 distritos del país africano. Su entrenamiento y su equipamiento eran principalmente de origen alemán occidental, italiano y estadounidense. 
Los servicios técnicos incluían una división tributaria, una división de investigación criminal, una división de tráfico, una unidad de telecomunicaciones y una unidad de entrenamiento. 
La fuerza policial somalí archivaba huellas dactilares y antecedentes penales, gestionaba casos de inmigración, y emitía pasaportes somalíes. Había un servicio de transporte y un servicio de sanidad. El cuerpo de custodia de la policía somalí hacía tareas de guardia en las cárceles somalíes.
Después del colapso del gobierno de Siad Barre y el estallido de la guerra civil somalí en 1991, las fuerzas de la unidad móvil y la policía antidisturbios dejaron de operar y desaparecieron en 1991, pero el resto de la policía somalí siguió existiendo, los agentes eran pagados por los empresarios para vigilar sus negocios.
El 20 de diciembre de 2005, fue inaugurada finalmente una nueva academia de policía en Armo, a unos 100 km al sur de Bosaso, en el territorio autónomo de Puntlandia.
Con el inicio del siglo XXI, se restableció una nueva fuerza policial. La academia de policía de Armo, el primer instituto de capacitación de ese tipo que se construyó en Somalia en varios años, abrió sus puertas el 20 de diciembre de 2005 en Armo, a 100 kilómetros al sur de Bosaso. La FPS también tiene una división de investigación criminal en Mogadiscio.
La FPS tiene la intención de iniciar rápidamente un proceso de reforma para modernizar su fuerza policial con oficiales y unidades adecuadamente capacitados y equipados, capaces de proporcionar la gama completa de servicios policiales básicos y especializados al público con transparencia, rendición de cuentas y estrictamente alineados con los derechos humanos y el estado de derecho. 
La FPS presta una especial atención al concepto de policía comunitaria y al papel de la mujer en la policía. Sin embargo, esa reforma no puede llevarse a cabo sin el apoyo sustancial de la comunidad internacional, ya que el gobierno somalí aún no tiene los medios financieros suficientes para lograr este noble objetivo.
El 17 de junio de 2009, el Jefe de la policía de Mogadiscio, el Coronel Ali Said, fue asesinado durante un ataque insurgente en la capital.
En junio de 2011, la policía somalí estableció puestos de control en todos los distritos de Mogadiscio controlados por el Gobierno Federal de Transición. 
Desde que los militantes yihadistas de la juventud combatiente Al-Shabaab fueron expulsados de la capital en agosto de 2011, la policía somalí ha operado en Mogadiscio y sus agentes están recibiendo entrenamiento.
El Secretario General de las Naciones Unidas, informó el 31 de enero de 2013, que las Naciones Unidas seguían apoyando las actividades de la Fuerza de Policía de Somalia, mediante la formulación de un plan de desarrollo estratégico. 
El Gobierno de Turquía se ofreció para formar y capacitar a los futuros agentes de la policía somalí, y así fortalecer su capacidad de aplicación de la ley.
A partir de agosto de 2014, el Gobierno Federal de Somalia ha estado trabajando para reconstruir la capacidad del Servicio Federal de Policía, con la asistencia de la Oficina de Asuntos Internacionales de Narcóticos y Aplicación de la Ley de los Estados Unidos, la Misión de Capacitación de la Unión Europea en Somalia y el Servicio de las Naciones Unidas de Acción contra las Minas.
Las Naciones Unidas siguieron desembolsando estipendios para la Fuerza de Policía de Somalia hasta el 31 de diciembre de 2015, con el apoyo del Gobierno de Japón y la Unión Europea. En enero de 2015, la responsabilidad de distribuir los estipendios pasó a manos de la Oficina de las Naciones Unidas de Servicios para Proyectos (UNOPS).

## Galería de imágenes

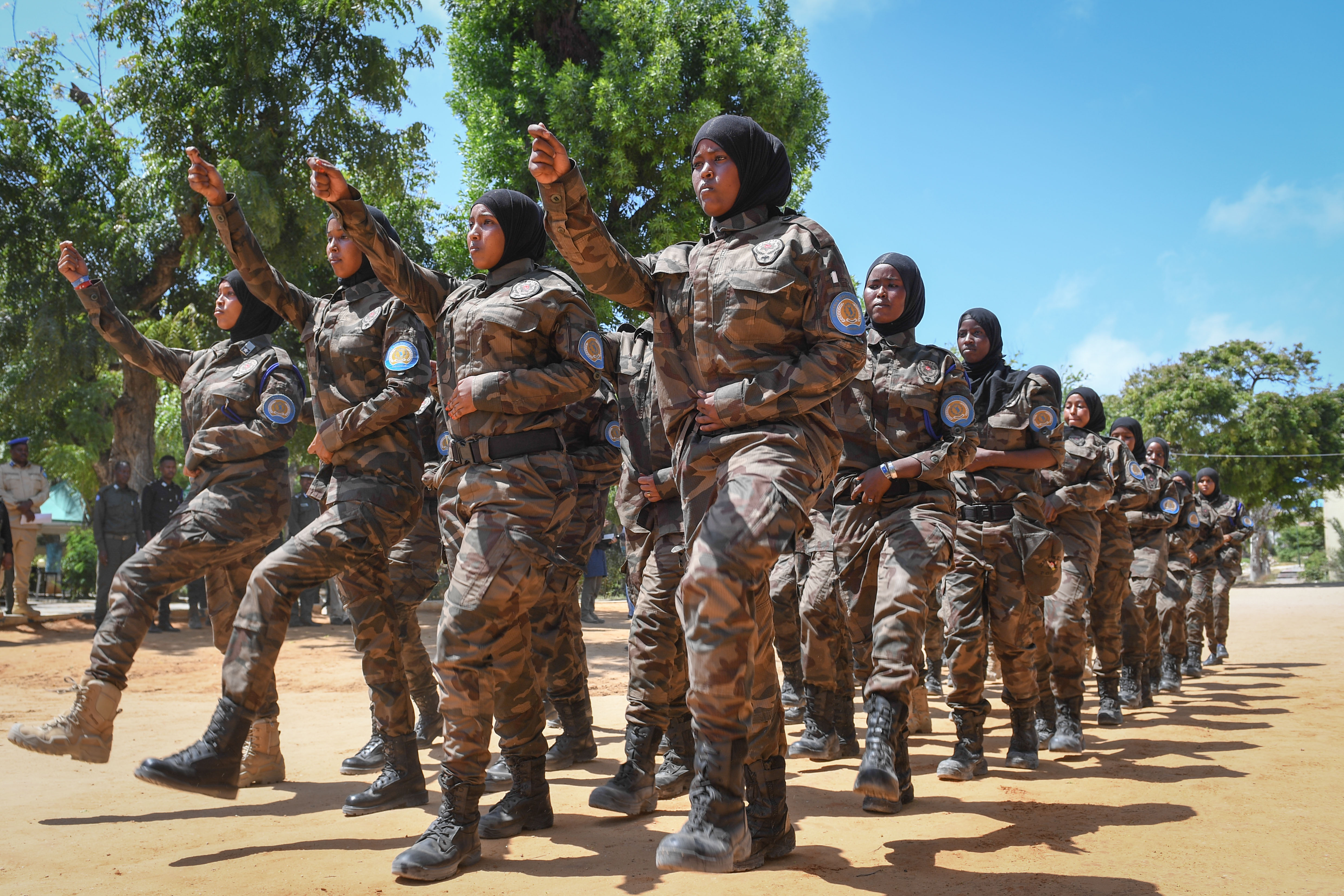
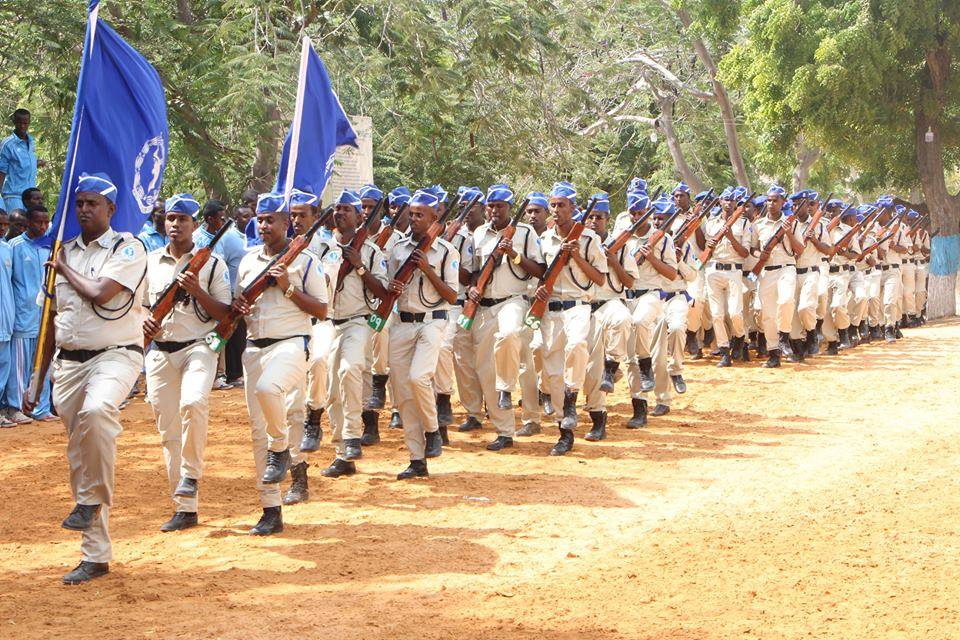
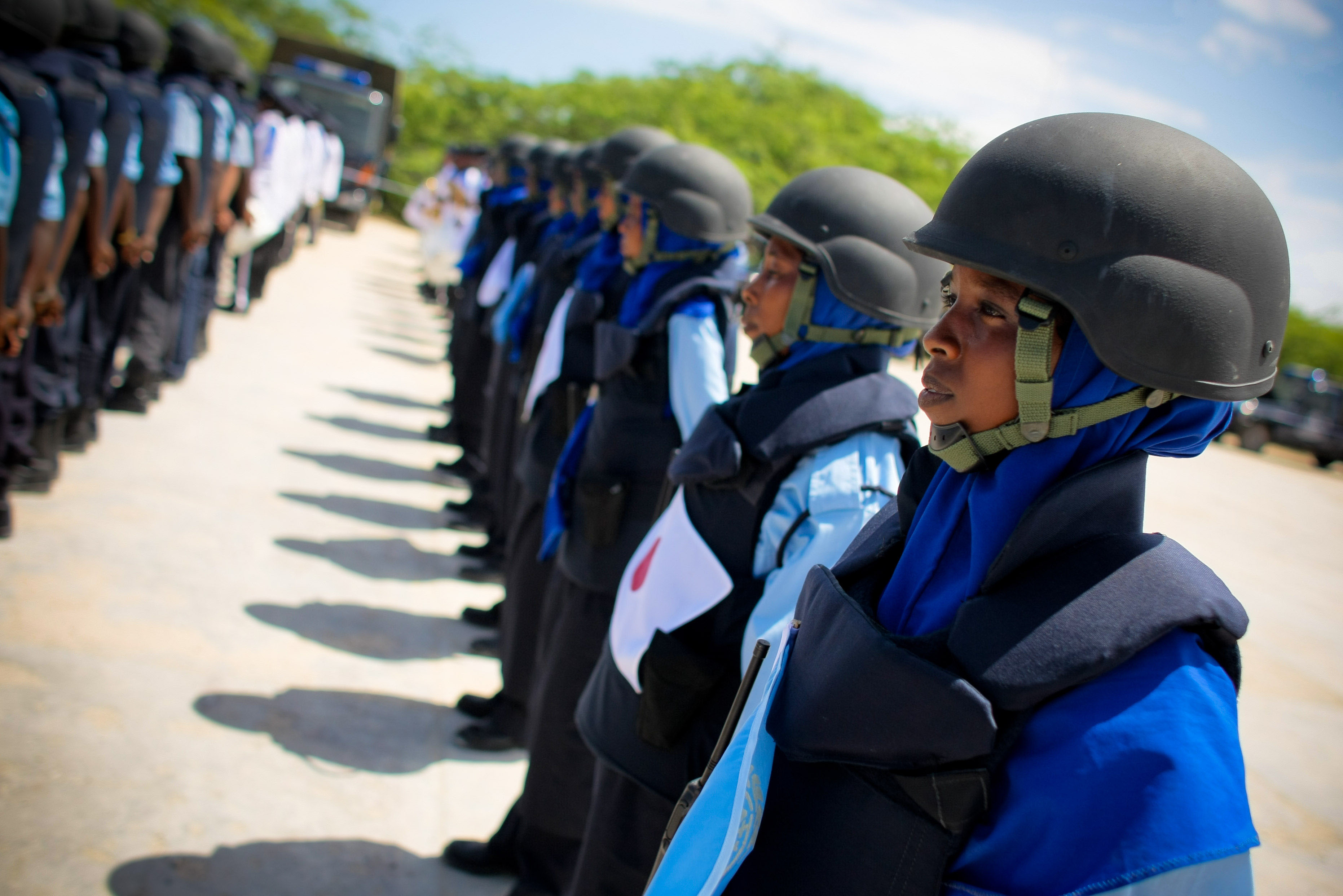
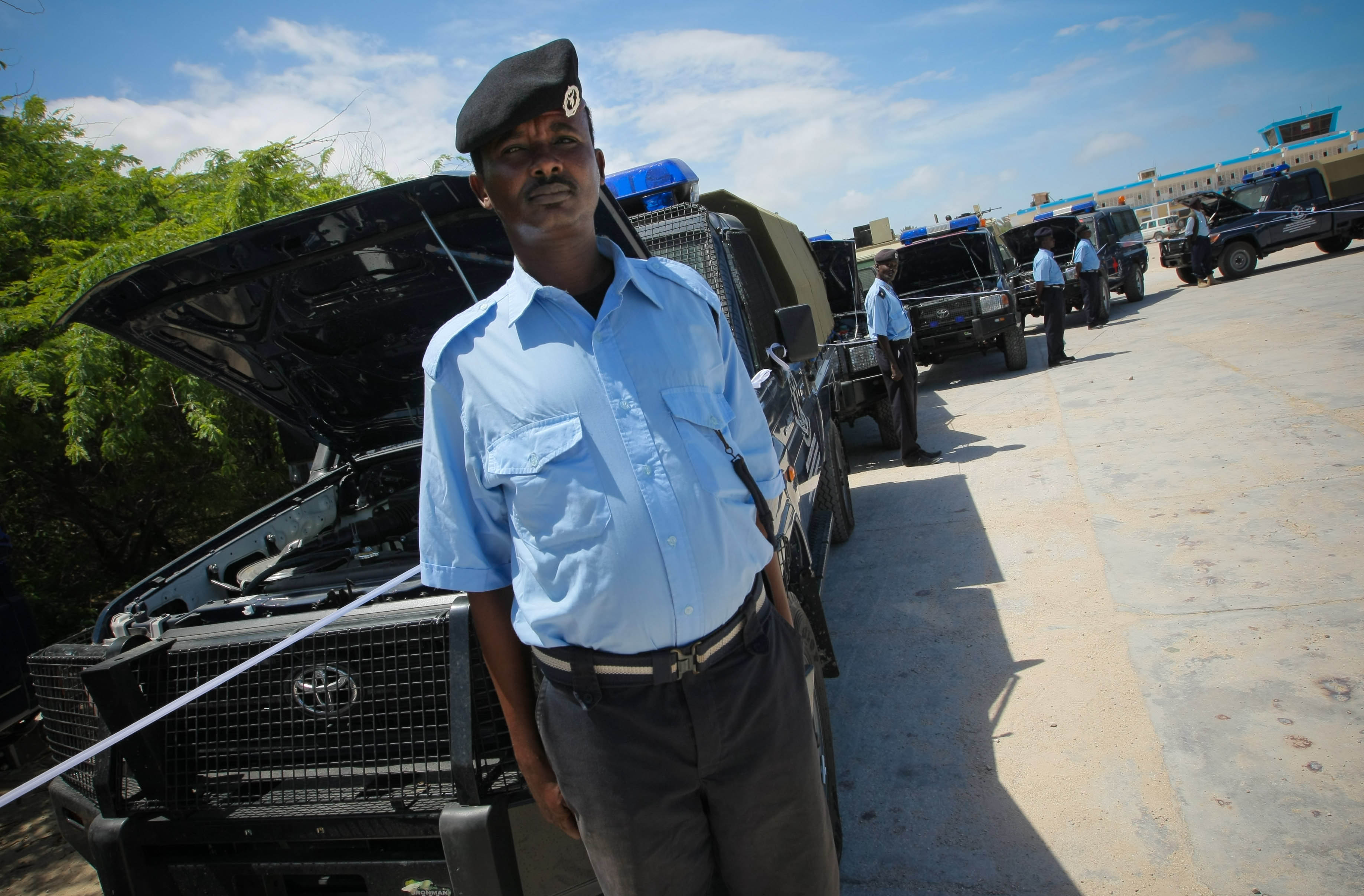
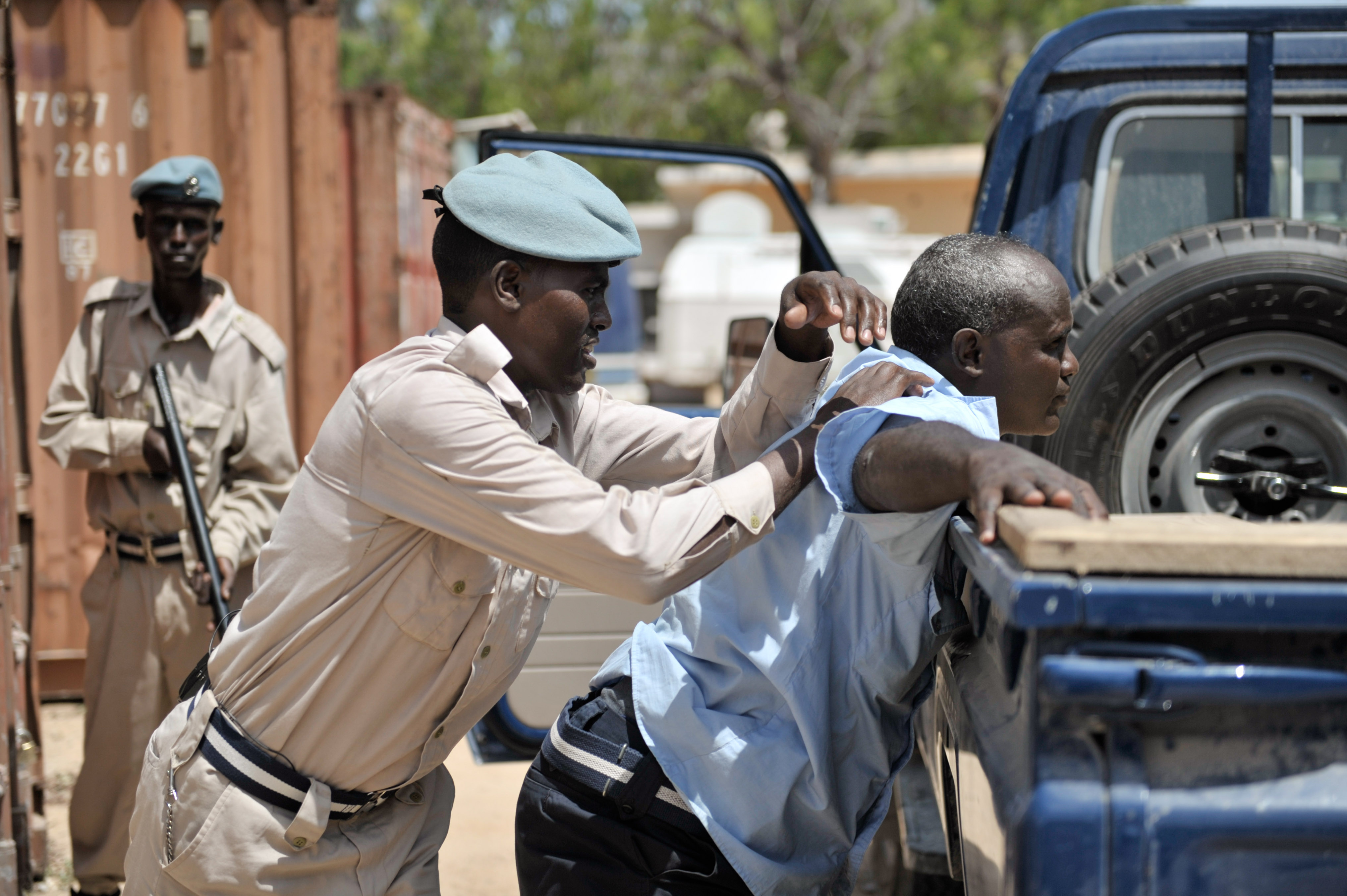